# Pstrągi-Gniewoty
Pstrągi-Gniewoty – wieś w Polsce położona w województwie podlaskim, w powiecie zambrowskim, w gminie Zambrów.
Wierni kościoła rzymskokatolickiego należą do parafii Najświętszej Maryi Panny Częstochowskiej w Tabędzu.

## Historia
W latach 1921–1939 dwie wsie – Pstrągi Wielkie i Pstrągi Małe. Leżały w województwie białostockim, w powiecie łomżyńskim, w gminie Puchały.
Według Powszechnego Spisu Ludności z 1921 roku wsie zamieszkiwało 139 osób, 102 było wyznania rzymskokatolickiego, 37 ewangelickiego. Jednocześnie 109 mieszkańców zadeklarowało polską przynależność narodową, 30 niemiecką. Były tu 22 budynki mieszkalne. Miejscowości należały do parafii rzymskokatolickiej w m. Zambrów. Podlegała pod Sąd Grodzki w Zambrowie i Okręgowy w Łomży; właściwy urząd pocztowy mieścił się w m. Czerwony Bór.
W wyniku napaści ZSRR na Polskę we wrześniu 1939 miejscowość znalazła się pod okupacją sowiecką. Od czerwca 1941 roku pod okupacją niemiecką. Od 22 lipca 1941 do 1945 włączona w skład Landkreis Lomscha, Bezirk Bialystok III Rzeszy.
W latach 1975–1998 miejscowość administracyjnie należała do województwa łomżyńskiego.